# 罗恩·伯纳姆
罗纳德·D·伯纳姆（英語：Ronald D. Bonham，1942年5月31日—2016年4月16日），美国NBA联盟前职业篮球运动员。他在1964年的NBA选秀中第2轮第16顺位被波士顿凯尔特人选中。